# Anaphalis lawii
Anaphalis lawii là một loài thực vật có hoa trong họ Cúc. Loài này được (Hook.f.) Gamble mô tả khoa học đầu tiên năm 1921.